# Европско првенство у атлетици на отвореном 2018 — штафета 4 × 100 метара за жене
Трка штафета 4 х 100 метара у женској конкуренцији на Европском првенству у атлетици 2018. у Берлину одржано је 12. августа на Олимпијском стадиону.
Титулу освојену у Амстердаму 2016 бранила је штафета Холандије.

## Земље учеснице
Учествовале су 61 атлетичаркa из 15 земаља.
1. Грчка (4)
2. Данска (4)
3. Ирска (4)
4. Италија (4)
5. Мађарска (4)
6. Немачка (4)
7. Пољска (4)
8. Уједињено Краљевство (5)
9. Украјина (4)
10. Француска (4)
11. Холандија (4)
12. Чешка (4)
13. Швајцарска (4)
14. Шведска (4)
15. Шпанија (4)

## Освајачи медаља
|                                                                                          |                                                                                     |                                                                               |
| Аша Филип, · Имани Лансикуот, · Бјанка Вилијамс, · Дина Ашер−Смит · Уједињено Краљевство | Дафне Схиперс, · Марије ван Хуненстајн, · Јамиле Самуел, · Наоми Седнеј · Холандија | Лиса Мари Кваји, · Ђина Лукенкемпер, · Татјана Пинто, · Ребека Хазе · Немачка |

## Рекорди
| Рекорди пре почетка Европског првенства 2018.     | Рекорди пре почетка Европског првенства 2018.                                                         | Рекорди пре почетка Европског првенства 2018. | Рекорди пре почетка Европског првенства 2018. | Рекорди пре почетка Европског првенства 2018. |
| ------------------------------------------------- | --- | --------------------------------------------- | --------------------------------------------- | --------------------------------------------- |
| Олимпијски рекорди                                | Сједињене Државе · (Бјанка Најт, Алисон Филикс, Маршевет Мајерс, Кармелита Џетер)                     | 40,82                                         | Лондон, Уједињено Краљевство                  | 10. август 2012.                              |
| Светски рекорд                                    | Сједињене Државе · (Бјанка Најт, Алисон Филикс, Маршевет Мајерс, Кармелита Џетер)                     | 40,82                                         | Лондон, Уједињено Краљевство                  | 10. август 2012.                              |
| Европски рекорд                                   | Источна Немачка · (Зилке Гладиш, Сабине Ригер, Ингрид Ауерсвалд, Марлис Гер)                          | 41,37                                         | Канбера, Аустралија                           | 6. октобар 1985.                              |
| Рекорд европских првенстава                       | Источна Немачка · (Зилке Милер, Катрин Крабе, Керстин Берент, Сабине Гинтер)                          | 41,68                                         | Сплит, Југославија                            | 1. септембар 1990.                            |
| Најбољи светски резултат сезоне                   | Сједињене Државе Универзитет Луизјана · (Mikiah Brisco, Kortnei. Johnson, Rachel Misher, Aleia Hobbs) | 42,05                                         | Ноксвил, САД                                  | 13. мај 2018.                                 |
| Најбољи европски резултат сезоне                  | Немачка · (Ребека Хазе, Лиса Мари Кваји, Татјана Пинто, Ђина Лукенкемпер)                             | 42,24                                         | Регензбург, Немачка                           | 3. јун 2018.                                  |
| Рекорди после завршеног Европског првенства 2018. | |                                               |                                               |                                               |
| Најбољи европски резултат сезоне                  | Велика Британија · (Аша Филип, Имани Лансикуот, Бјанка Вилијамс, Дарил Неита)                         | 42,19                                         | Берлин, Немачка                               | 12. август 2018.                              |
| Најбољи светски резултат сезоне                   | Велика Британија · (Аша Филип, Имани Лансикуот, Бјанка Вилијамс, Дина Ашер−Смит)                      | 41,88                                         | Берлин, Немачка                               | 12. август 2018.                              |
| Најбољи европски резултат сезоне                  | Велика Британија · (Аша Филип, Имани Лансикуот, Бјанка Вилијамс, Дина Ашер−Смит)                      | 41,88                                         | Берлин, Немачка                               | 12. август 2018.                              |

## Сатница
| Датум            | Време | Коло          |
| ---------------- | ----- | ------------- |
| 12. август 2018. | 19:20 | Квалификације |
| 12. август 2018. | 21:20 | Финале        |

## Резултати

### Квалификације
У квалификацијама су учествовале 15 екипа подељене у 2 групе. Такмичење је одржано 12. августа 2018. године. У финале су се пласирале по три првопласиране из група (КВ) и две на основу постигнутог резултата (кв).,,
Почетак такмичења: група 1 у 19:20, група 2 у 19:28.
| Поз. | Гру. | Ста. | Штафета    | Атлетичарке                                                                                  | НР    | Вр.   | Бел.    |
| ---- | ---- | ---- | ---------- | -------------------------------------------------------------------------------------------- | ----- | ----- | ------- |
| 1.   | 1    | 2    | УК         | Аша Филип, Имани Лансикуот, Бјанка Вилијамс, Дарил Неита                                     | 41,77 | 42,19 | КВ ЕРС  |
| 2.   | 2    | 6    | Немачка    | Лиза Мајер, Ђина Лукенкемпер, Татјана Пинто, Ребека Хазе                                     | 41,37 | 42,34 | КВ      |
| 3.   | 2    | 8    | Швајцарска | Ајла дел Понте, Сара Атчо, Муџинба Камбунђи, Саломе Кора                                     | 42,29 | 42,62 | КВ      |
| 4.   | 1    | 3    | Холандија  | Дафне Схиперс, Марије ван Хуненстајн, Јамиле Самуел, Наоми Седнеј                            | 42,04 | 42,62 | КВ, НРС |
| 5.   | 1    | 8    | Француска  | Орлан Омбиса-Дангуе, Стела Акакпо, Женифер Гале, Карол Заи                                   | 41,78 | 43,06 | КВ, НРС |
| 6.   | 1    | 4    | Пољска     | Камила Ћиба, Ана Кјелбасињска, Мартина Котвила, Ева Свобода                                  | 42,68 | 43,20 | кв      |
| 7.   | 1    | 7    | Шпанија    | Марија Исабел Перез, Естела Гарсија, Паула Севиља, Кристина Лара                             | 43,31 | 43,38 | кв      |
| 8.   | 2    | 2    | Италија    | Johanelis Herrera Abreu, Глорија Хупер, Ирена Сирагуса, Одри Ало                             | 43,04 | 43,74 | КВ      |
| 9.   | 2    | 3    | Ирска      | Џоан Хили, Фил Хили, Ciara Neville, Гина Акпе-Мосес                                          | 43,84 | 43,80 | НР      |
| 10.  | 2    | 1    | Украјина   | Хана Плотицина, Алина Калистратова, Јана Качур, Анастасија Холенева                          | 42,04 | 43,90 | НРС     |
| 11.  | 2    | 7    | Данска     | Ловисе Естергард, Ида Катрине Карстофт, Мете Граверсгард, Матилде Крамер                     | 44,95 | 44,09 | НР      |
| 12.  | 2    | 5    | Чешка      | Луци Домска, Марсела Пиркова, Јана Сланинова, Клара Сејдлова                                 | 42,98 | 44,12 | НРС     |
| 13.  | 1    | 5    | Мађарска   | Анастасија Нгујен, Ева Каптур, Грета Керекеш, Луца Козак                                     | 44,03 | 44,15 |         |
| 14.  | 1    | 6    | Грчка      | Григориа-Еманоуела Керамида, Елисавет Песириду, Rafailía Spanoudáki-Hatziríga, Корина Полити | 43,07 | 44,48 | НРС     |
| 15.  | 2    | 4    | Шведска    | Клаудија Пајтон, Хана Адриансон Нордберг, Малин Стром, Елин Остлунд                          | 43,61 | 44,51 | НРС     |

### Финале
Такмичење је одржано 12. августа 2018. године у 21:20.
| Пласман | Стаза | Штафета              | Атлетичарке                                                       | Време | Белешке   |
| ------- | ----- | -------------------- | ----------------------------------------------------------------- | ----- | --------- |
|         | 3     | Уједињено Краљевство | Аша Филип, Имани Лансикуот, Бјанка Вилијамс, Дина Ашер−Смит       | 41,88 | СРС , ЕРС |
|         | 4     | Холандија            | Дафне Схиперс, Марије ван Хуненстајн, Јамиле Самуел, Наоми Седнеј | 42,15 | НРС       |
|         | 6     | Немачка              | Татјана Пинто, Лиза Мајер, Ђина Лукенкемпер, Ребека Хазе          | 42,23 | НРС       |
| 4.      | 5     | Швајцарска           | Ајла дел Понте, Сара Атчо, Муџинба Камбунђи, Саломе Кора          | 42,30 |           |
| 5.      | 8     | Француска            | Орлан Омбиса-Дангуе, Стела Акакпо, Женифер Гале, Карол Заи        | 43,10 |           |
| 6.      | 1     | Пољска               | Камила Ћиба, Ана Кјелбасињска, Мартина Котвила, Ева Свобода       | 43,34 |           |
| 7.      | 7     | Италија              | Johanelis Herrera Abreu, Глорија Хупер, Ирена Сирагуса, Одри Ало  | 43,42 | НРС       |
| 8.      | 2     | Шпанија              | Марија Исабел Перез, Естела Гарсија, Паула Севиља, Кристина Лара  | 43,54 |           |